# 報喪女妖

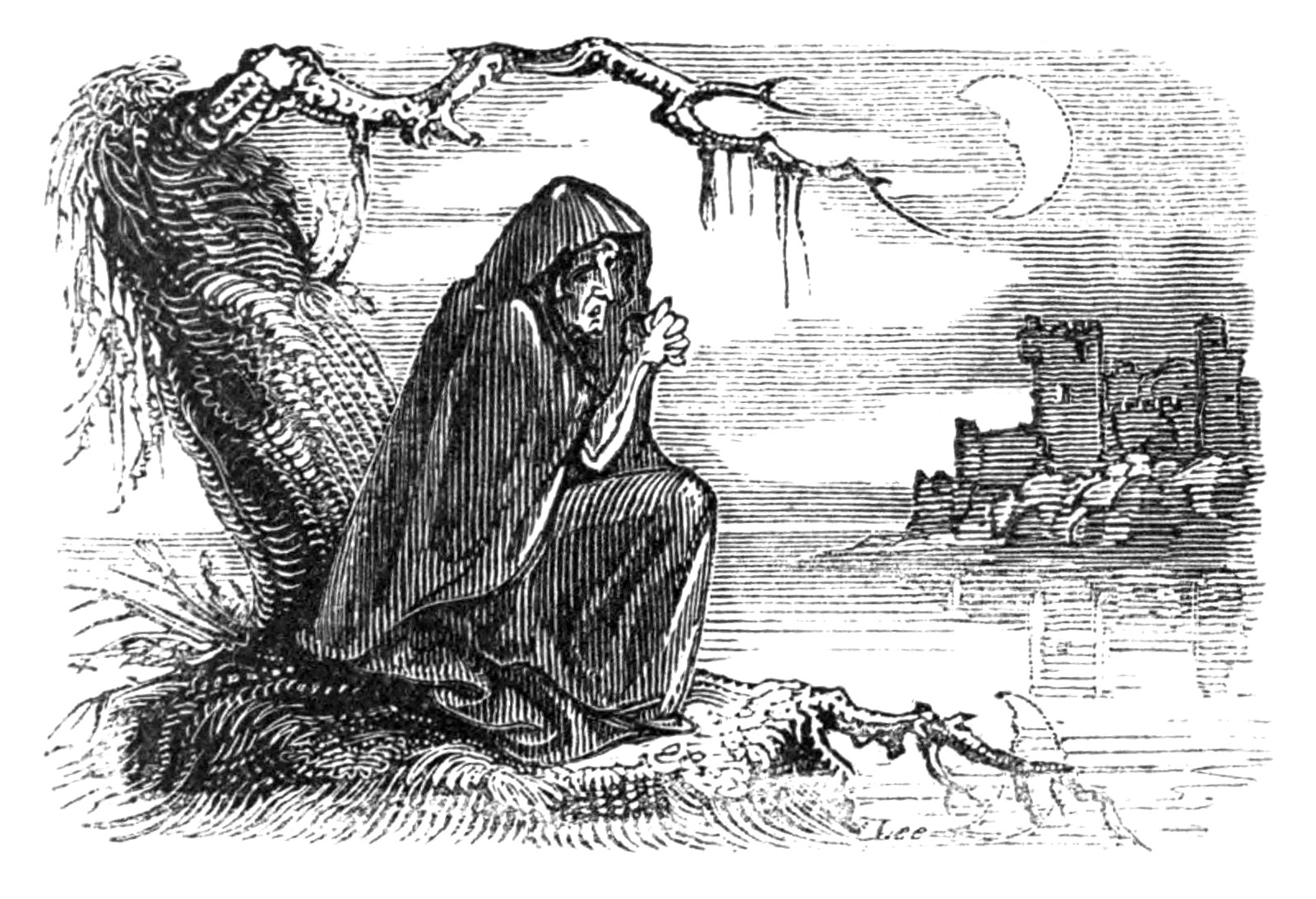
報喪女妖神話形象

报丧女妖或班西（banshee, /ˈbænʃiː/），名出爱尔兰语“bean sí”（“希瑟的女子”或“精灵之丘的女子”），是爱尔兰神话中的一类女性精灵，通常被认为是死亡的象征和凯尔特异世界的信使。
根据神话传说，班西是一种女性精灵，在某人将要死去的时候便会开始哭号。在苏格兰神话中，她们被称作“bean sith”（女妖精）或“bean nighe”（洗衣女子），因她们会清洗将死之人的血衣或是盔甲。直到1948年，都还有班西的目击报告。类似的生物在威尔士神话，挪威神话（以“菲尔卡”（Fylgja）之名）和美国神话中也有所提及。

## 概述
班西传说的最早形式是一个在重要人物的逝去之时号哭的精灵女子。在后来的故事中，班西的出现可以预示死亡。传说中，班西只为一些特定的爱尔兰家族出现，但具体是哪些家族则没有确定的版本。班西的故事在苏格兰高地也十分常见。
班西也通常被一个将受暴力而死（例如谋杀）的人所看见。
虽然班西并不总是可见，但她的哭声却能被听到——通常是在某人将死时的夜间，地点往往在树林附近。
班西能以多种形态的伪装出现。大多数时候她以一个丑陋的巫婆形象出现，但她也可以一个美艳惊人的女子的形象、以任何年龄的形态出现。在部分神话中，被误认为“班西”的形象会在后来的故事中被指出实为爱尔兰的战争女神摩莉甘。
班西也可能以其他多种形态出现，包括灰鸦，白鼬，野兔和黄鼠狼等爱尔兰神话中与巫术有密切联系的动物。
1437年，詹姆斯一世遇到一位之后被指出是班西的爱尔兰预言者，并被告知将被自己的叔父阿瑟尔伯爵（Walter Stewart, Earl of Atholl）刺杀的事实。此外，历史上有多个被认为是班西转生的预言者造访爱尔兰名门和地方王室宫廷的记录。
在伦思特（Leinster）的某些地区，班西被称为bean chaointe（恸哭的女子），其哭号是如此的尖利，甚至可以令玻璃破碎。
在爱尔兰西南部的凱里郡（Kerry），她的哭声被描述为“低沉、悦耳的歌声”；在北部的蒂龍郡（Tyrone）则是“两块木板撞在一起的声音”；在拉斯林島（Rathlin Island）则是“介于女子的哭泣和猫头鹰的叫声之间的尖利声音”。

## 历史和传说

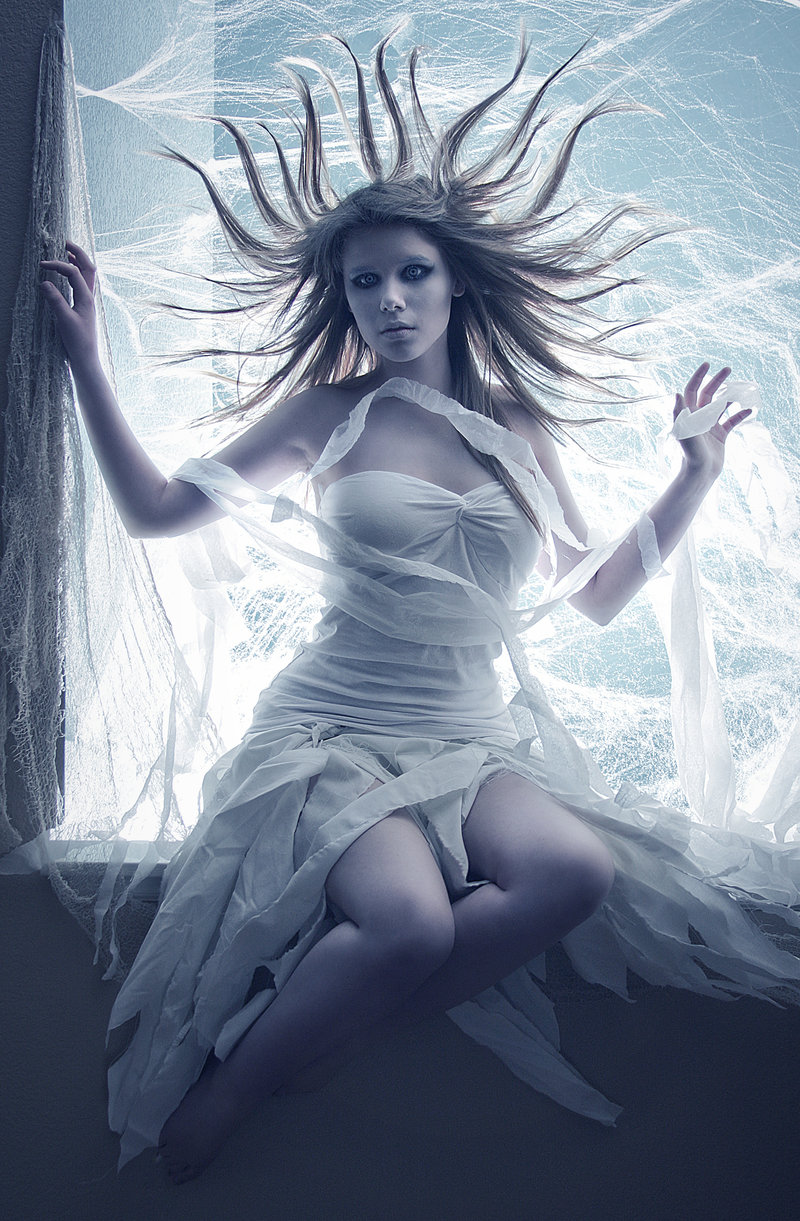
報喪女妖的裝扮

在神话中，在有人将要死去之时，班西就会在附近哭泣。有一些特殊的家庭被认为被班西所附，因此班西的哭泣就是在预告这个家庭中某个成员的死亡。在大多数情况下，姓氏带有“Ó”或者“Mao”前缀的家族会被人认为是被班西所附。
班西也被与艾尔利家族联系起来。早在1380年出版的由肖恩·麦克·克莱斯所著的《特洛的胜利》中就有提及。关于班西的传说也可以在当时的諾曼人的记述中找到。据说班西也会在真正的国王加冕的时候哭号。例如，在布赖恩·博鲁加冕的时候便有人听到这种哭号。
按照传统，当有人死去的时候，在葬礼时会有一位女子唱挽歌。这些女子有时被称为哭丧女，而技巧高明的哭丧女的生意也是应接不暇。传说对于五个盖尔人的伟大家族——欧格拉底，欧尼尔，欧布莱恩，欧克罗乎尔和卡瓦纳——挽歌会由精灵女子演唱；因她有预言的能力，她会在家庭成员死去的时候开始吟唱，即使那人死于远方而噩耗尚未到达。因此，班西的哭号会成为对于家族中死讯的最早告知。
欧布莱恩家族的班西据传名为艾薇儿，统领着总与她一起出现的另外25名班西。这种传说的出现是因为多个班西的哭号被认为标识着死者的重要性。
在稍晚一些的传说中，班西可能会在死亡发生之前出现，向家族警告死亡的发生。当多个班西同时出现的时候，则代表着一个圣人或伟人的去世。 有的传说指出被称为班西的女子，虽然被成为精灵，实际上是被谋杀或在生产过程中死去的女子的鬼魂。
班西常被描述为身着白衣或灰衣，有着（用银梳整理的）白色的长发，而（银梳）这个细节被学者Patricia Lysaght认为是与本地的人鱼传说混淆所致。银梳同时也与一个古老的爱尔兰浪漫传说（当一个人在爱尔兰看见掉在地上的梳子的时候，他不能将它捡起来，否则故意将梳子放在那里的班西、或是人鱼（根据传说版本有所不同）会将无防备的人类拐走）有关。其它的故事也有将班西描述为身着绿衣、红衣、或黑衣和灰斗篷。

### 美国传说
班西的传说也可以在18世纪晚期在美国找到。美国版本的故事中最出名的版本来自北卡罗来纳州的塔尔河。但是，在这个版本中的班西只是单纯的食尸鬼，而不是不幸的象征。
在南达科他州的恶地国家公园，传说有班西在看门犬丘（Watch Dog Butte）附近的小山上哭泣。与其它美国的班西传说类似，这一传说也未将班西与任何死亡联系起来。

### 其它凯尔特文化
在苏格兰传说中，一种类似的被称为bean nighe或ban nigheachain（小洗衣女工）或nigheag na h-àth（渡口的小洗衣工）的生物也有出现。
在威尔士民间传说中，一种被称为雾中鬼婆的类似生物也有被提及。

## 起源
一种关于班西传说起源的解释是仓鸮的叫声。这种夜行的捕食动物以尖锐的叫声出名，并在爱尔兰长期以来与农业生产联系起来（因它会被活动在谷仓中的啮齿动物所吸引）。

## 相關文化
- 《機動戰士高達UC》 - RX-0 獨角獸高達2號機 報喪女妖
- 《新約SD鋼彈外傳 救世騎士傳承》 - 黒騎士 報喪女妖
- 《伯爵與妖精》
- 《魔法使的新娘》
- 《虹彩六號：圍攻行動》

## 注解
1. ↑  . Western Folklore (Western States Folklore Society). October 1948, 7 (4). JSTOR 1497855.
2. ↑  Wiffen, B. B., Choice Notes from "Notes and Queries" （页面存档备份，存于）, P.P. - London. - Notes and Queries, William John Thoms. p. 32
3. ↑  Kellog, various (2001:745)
4. ↑  Orchard, Andy (1997). Dictionary of Norse Myth and Legend. Cassell. ISBN 0-304-34520-2
5. ↑  Simek, Rudolf (2007) translated by Angela Hall. Dictionary of Northern Mythology. D.S. Brewer. ISBN 0-85991-513-1
6. 1 2 3 4  . . Harper Element: 62. 2006.
7. 1 2  Skinner, Charles M. "Myths and Legends of Our Own Land". J.P. Lippincott Company, 1896, p. 216.
8. 1 2  Knight, Jan. . Pepper Press. 1980: 10. ISBN 0-560-74509-5.
9. ↑  Monaghan, Patricia. . ABC-CLIO. 2009: 307  [2014-01-10]. ISBN 978-0-313-34990-4. （原始内容存档于2013-11-04）.
10. 1 2 3 4  Westropp, Thos. J. . Folklore (Taylor & Francis, Ltd.). June 1910: 180–199. JSTOR 1254686.
11. ↑  班西出现的幻觉可能使本身已十分虚弱、濒死的人完全丧失活下去的信心，从而导致死亡。参见反安慰剂效应。
12. ↑  Yeats, W. B. "Fairy and Folk Tales of the Irish Peasantry" in Booss, Claire; Yeats, W.B.; Gregory, Lady (1986) A Treasury of Irish Myth, Legend, and Folklore. New York: Gramercy Books. p. 108. ISBN 978-0-517-48904-8
13. ↑  Briggs (1976), pp. 14–16: "Banshee".
14. ↑  Owen, Elias (1887). Welsh folk-lore: A collection of the folk-tales and legends of North Wales. Felinfach: Llanerch. p. 142.
15. ↑  . 2012. 外部链接存在于|title= (帮助)